# Държавно устройство на Чехия
Чехия е парламентарна република.

## Изпълнителна власт

### Президент
Главно длъжностно лице в Чехия е Президентът. Той бива избиран от парламента за срок от 5 години. Президентът утвърждава състава на правителството, предложен от Палатата на депутатите.

## Законодателна власт
Парламентът е разделен на Палата на депутатите (200 души) и Сенат (81 души). Депутатите се избират за 4 години, а сенаторите за 6, при което на всеки 2 години 1/3 от тях се преизбират. Право на избор имат гражданите на Чешката република, които са навършили 18 години, а да бъдат избирани имат право чехите над 21 (за парламента) и над 40 години (за сената).

## Местна власт
В градовете и селата освен това се провеждат избори за местно самоуправление (местка рада).